# Neriedów
Neriedów – (ukr. Нередів, Nerediw; 1557 m n.p.m.) szczyt w paśmie Arszycy, w północnej części Gorganów, które są częścią Beskidów Wschodnich. Jest to jeden z dwóch ostatnich szczytów znajdujących się w 11−kilometrowym paśmie wierzchołków rozciągających się na południowy wschód od Gorganu Ilemskiego (1586 m n.p.m.).